# ایربیت
شهر ایربیت (به روسی: Ирбит) در کشور روسیه و در اوبلاست سوردلوفسک واقع شده‌است.